# Restauració de Baylakan (1404)
La Restauració de Baylakan és un dels episodis de la Campanya dels Set Anys (1399-1404), que va tenir lloc amb la restauració de Baylakan per part de Tamerlà, a finals del 1403 fins probablement a principis del 1404.

## Restauració de Baylakan (1404)
No s'especifica la data de l'arribada de Tamerlà a Baylakan, procedent de l'Àsia Menor; només es diu que ja era l'estació del fred, és a dir el hivern, el qual tenia els seus moments mes forts entre finals de desembre i finals de febrer. Es van fer els plànols pels enginyers i es van bastir les muralles amb una rassa, quatre mercats i moltes cases, banys, caravanserralls, jardins i places. La tasca constructiva fou encomanada als soldats, tants dels prínceps com dels amirs. La construcció es va aixecar en un mes. A cada angle de la ciutat es va aixecar un bastió. Timur va decidir concedir el govern del territoris de Baylakan, Bardaa, Ganja, Arran, Armènia, Geòrgia i Trebisonda, que abans depenien del govern de Tabriz (Azerbaidjan) al seu net Khalil Sultan; els territoris de l'antiga corona d'Hulagu havien passat en part a Abu Bakr (el fill gran de Miran Shah) que havia rebut l'Iraq Arabí amb Bagdad i les seves dependències, incloent Diyar Bakr) i la resta ara fou per Muhammad Umar (segon fill de Miran Shah), que va rebre l'Azerbaidjan i Tabriz, l'Iraq Ajamita amb Sultaniya, i el Shirwan i Xaki. La ciutat de Baylakan tindria com a governador a Bahram Shah, fill de Jalal al-Islam. Timur es va encarregar de projectar un canal per portar aigua a la ciutat, que discorreria entre el riu Araxes i Baylakan, uns 30 km. Els tavachis van distribuir la feina entre els soldats i altre cop en un mes va ser completat

## Administració de l'imperi durant l'estada a Baylakan (1404)
Muhammad Umar havia estat cridat des de Samarcanda per Timur, per donar-li el govern de l'Azerbaidjan i Tabriz i va arribar quan Timur es trobava a Baylakan. També allí va arribar un oficial circassià de nom Ibn Tumen, amb el cap del revoltós príncep del Petit Lur, Malik Izz al-Din ; la seva pell plena de palla havia estat penjada a la vista de le gent per servir d'exemple. També a Baylakan, Timur va prendre mesures contra les exaccions que s'havien produït al govern de Fars per part de Mawlana Kutb al-Din Karmi, que havia augmentat les taxacions fixades amb l'excusa dels regals que s'havien de fer a Timur: Karmi fou detingut i lligat de manera humiliant per Shaikh Dervix Allhi (sota ordre de Timur) i obligat a retornar el que havia recaptat de mes, mentre que el seu intendent Agun fou executat; com a nou recaptador de Fars fou designat Khoja Malik Semnani; els fets havien estat denunciats per Said Mawlana que fou encarregat de tornar a Siraz per explicar a la gent que Timur havia fet justícia. Pir Muhammad ibn Umar Xaikh al cap de poc temps va alliberar a Mawlana Kut al-Din i el va enviar a Samarcanda.